# تكامل هيكلي

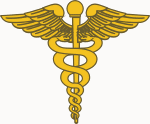

التكامل الهيكلي (Structural integration), يهدف هذا الأسلوب لاسترخاء الأجزاء المجهدة في نظام myofascial في الجسم، وإعادتها إلى توازنها الطبيعي وانتظامها وطولها وسهولتها. يتم هذا من خلال التدليك العميق، والبطئ، fascial وmyofascial، إلى جانب إعادة تأهيل الحركة. الأنماط المختلفة من التكامل الهيكلي هي Kinesis Myofascial Integration وrolfing